# Bulbophyllum abbrevilabium
Bulbophyllum abbrevilabium är en orkidéart som beskrevs av Cedric Errol Carr. Bulbophyllum abbrevilabium ingår i släktet Bulbophyllum och familjen orkidéer. Inga underarter finns listade i Catalogue of Life.